# Храм Серафима Саровского в Кунцеве
Храм Преподобного Серафима Саровского в Кунцеве — приходской православный храм в Можайском районе Москвы, на территории бывшего подмосковного села Кунцево. Входит в состав Георгиевского благочиния Московской епархии Русской православной церкви.

## История храма
История храма началась с организованной в 1900 году в Спасском уезде женской богадельни, которая впоследствии была преобразована в Полунинскую женскую общину. Название община получила по имени основателя богадельни купца Василия Ивановича Полунина. В 1906 году одна из послушниц общины начала строить вблизи села Крылатского, на землях, пожертвованных местными крестьянами, подворье и храм по проекту архитектора Вячеслава Жигардловича.
9 августа 1909 года храм освятил епископ Рязанский и Зарайский Никодим (Боков). Первым настоятелем храма стал Александр Русинов (в 1938 году расстрелянный в Бутове, в 2002 году канонизированный Архиерейским собором Русской православной церкви в лике священномученика). В 1915 году рядом с храмом начали строительство звонницы, ворот и бытовых помещений, однако окончательно строительство завершено не было. В 1917 году подворье преобразовали в Серафимовскую общину и подчинили Московской епархии, община была известна как Кунцевский монастырь.
В 1919 году, когда в стране люди страдали от голода, Марина Цветаева отдала сюда свою дочь, в надежде спасти её, но девочка не выжила.
Монастырь упразднили в 1922 году, а храм преобразовали в приходской, изъяли из него ценности, но службы прекращены не были. В 1924—1925 годах на деньги прихожан в церкви провели капитальный ремонт, а в 1928 году заменили сгнившие балки и венцы. Храм закрыли в 1927 году. Владельцы здания часто менялись, сначала в нём располагались детские учреждения, потом производственные помещения. В 1994 году частный автосервис начал снос зданий, однако в результате усилий краеведов снос был прекращён.
В 1997 году после неудачных попыток передачи уцелевших построек бывшей церкви Русской православной церкви рядом с ними был построен храм-часовня преподобного Серафима Саровского. В 1998 году сохранившиеся здания старого храма переданы общине, храм поставлен на государственный учёт и госохрану как памятник истории и культуры «Комплекс Серафимовской женской обители в составе: церкви Преподобного Серафима Саровского, часовни со сторожкой и пилоном ворот с прилегающей территорией».
В 2000 году церковь стала подворьем Саввино-Сторожевского монастыря.
В 2001 году был утверждён проект двухэтажного храма, который предполагается построить на месте часовни.

## Духовенство
- Настоятель храма — протоиерей Алексей Буканов
- Иерей Михаил Володин
- Иерей Андрей Пирог
- Диакон Геннадий Богданов[4]